# Nicolò Zaniolo
Nicolò Zaniolo (Massa, 2 juli 1999) is een Italiaans voetballer die doorgaans als offensieve middenvelder speelt. In februari 2023 verruilde Zaniolo AS Roma voor Galatasaray. Zaniolo debuteerde in 2019 in het Italiaans voetbalelftal.

## Clubcarrière

### Virtus Entella
Zaniolo verruilde in 2016 Fiorentina voor Virtus Entella. Op 11 maart 2017 debuteerde hij in de Serie B, tegen Benevento. In totaal speelde hij zeven competitiewedstrijden in twee maanden voor Virtus Entella.

### Internazionale
Op 5 juli 2017 werd Zaniolo voor een bedrag van 1,8 miljoen euro verkocht aan Internazionale. In zijn seizoen bij deze club kwam hij niet in actie voor het eerste elftal.

### AS Roma
Een jaar later, in de zomer van 2018, tekende hij een vijfjarig contract bij AS Roma, dat 4,5 miljoen euro voor hem betaalde. Bij Roma ontwikkelde hij zich goed. In januari 2020 scheurde hij de kruisband van zijn rechterknie. Kort na zijn terugkomst in juli scheurde hij begin september 2020 tijdens een interland tegen het Nederlands elftal de kruisband van zijn linkerknie.

### Galatasaray
In februari 2023 verliet Zaniolo AS Roma en vertrok hij naar Galatasaray in Turkije. Galatasaray zou een bedrag rond de 20 miljoen euro hebben betaald aan AS Roma, waarmee hij de duurste transfer in de Turkse voetbalgeschiedenis werd. Zaniolo tekende een contract tot medio 2027. Tijdens de transferbesprekingen vond een aardbeving plaats in Turkije met veel slachtoffers. Ter nagedachtenis aan een van de slachtoffers, de 17-jarige Muhammed Emin Özkan, die op Twitter euforisch had geschreven over de (aankomende) transfer, koos Zaniolo voor rugnummer 17. Hij scoorde vijfmaal in de 10 competitiewedstrijden die hij speelde in de laatste helft van het seizoen, waaronder in de wedstrijd tegen aartsrivaal Fenerbahçe.

### Aston Villa
In de zomer van 2023 vertrok de Italiaan op huurbasis naar Aston Villa met een optie tot koop die niet werd gelicht.

### Atalanta
In de zomer van 2024 keerde hij terug naar Italië op huurbasis bij Atalanta Bergamo, wederom met een optie tot koop.

### Fiorentina
In de winterstop van het seizoen 2024/25 werd zijn huurcontract opgebroken, om een nieuw huurcontract tot het einde van dat seizoen met optie tot koop af te sluiten met ACF Fiorentina. 

## Clubstatistieken
| Seizoen         | Club            | Land              | Competitie      | Competitie | Competitie | Competitie | Beker | Beker | Beker | Europa | Europa | Europa | Totaal | Totaal | Totaal |
| Seizoen         | Club            | Land              | Competitie      | Wed.       | Dlp.       | Ass.       | Wed.  | Dlp.  | Ass.  | Wed.   | Dlp.   | Ass.   | Wed.   | Dlp.   | Ass.   |
| --------------- | --------------- | ----------------- | --------------- | ---------- | ---------- | ---------- | ----- | ----- | ----- | ------ | ------ | ------ | ------ | ------ | ------ |
| 2016/17         | Virtus Entella  | Vlag van Italië   | Serie B         | 7          | 0          | 0          | 0     | 0     | 0     | –      | –      | –      | 7      | 0      | 0      |
| 2017/18         | Internazionale  | Vlag van Italië   | Serie A         | 0          | 0          | 0          | 0     | 0     | 0     | 0      | 0      |        | 0      | 0      | 0      |
| 2018/19         | AS Roma         | Vlag van Italië   | Serie A         | 27         | 4          | 3          | 2     | 0     | 0     | 7      | 2      | 0      | 36     | 6      | 3      |
| 2019/20         | AS Roma         | Vlag van Italië   | Serie A         | 26         | 6          | 2          | 0     | 0     | 0     | 7      | 2      | 1      | 33     | 8      | 3      |
| 2020/21         | AS Roma         | Vlag van Italië   | Serie A         | –          | –          | –          | –     | –     | –     | –      | –      | –      | 0      | 0      | 0      |
| 2021/22         | AS Roma         | Vlag van Italië   | Serie A         | 28         | 2          | 5          | 2     | 0     | 1     | 12     | 6      | 3      | 42     | 8      | 9      |
| 2022/23         | AS Roma         | Vlag van Italië   | Serie A         | 13         | 1          | 0          | 1     | 0     | 0     | 3      | 1      | 3      | 17     | 2      | 3      |
| 2022/23         | Galatasaray     | Vlag van Turkije  | Süper Lig       | 10         | 5          | 0          | 1     | 0     | 1     | –      | –      | –      | 11     | 5      | 1      |
| 2023/24         | Galatasaray     | Vlag van Turkije  | Süper Lig       | 0          | 0          | 0          | 0     | 0     | 0     | 1      | 0      | 0      | 1      | 0      | 0      |
| 2023/24         | → Aston Villa   | Vlag van Engeland | Premier League  | 25         | 2          | 0          | 4     | 0     | 0     | 11     | 1      | 0      | 40     | 3      | 0      |
| 2024/25         | → Atalanta      | Vlag van Italië   | Serie A         | 14         | 2          | 2          | 2     | 0     | 1     | 5      | 1      | 0      | 21     | 2      | 3      |
| 2024/25         | → Fiorentina    | Vlag van Italië   | Serie A         | 9          | 0          | 0          | 0     | 0     | 0     | 4      | 0      | 0      | 13     | 0      | 0      |
| 2025/26         | Galatasaray     | Vlag van Turkije  | Süper Lig       | 2          | 0          | 0          | 0     | 0     | 0     | 0      | 0      | 0      | 2      | 0      | 0      |
| Carrière totaal | Carrière totaal | Carrière totaal   | Carrière totaal | 161        | 22         | 12         | 12    | 0     | 3     | 50     | 13     | 7      | 223    | 34     | 22     |

Bijgewerkt tot en met 15 augustus 2025.

## Interlandcarrière
Zaniolo kwam uit voor diverse Italiaanse nationale jeugdteams. Hij bereikte met Italië –19 de finale van het EK –19 van 2018 en nam met Italië –21 deel aan het EK –21 van 2019. Zaniolo debuteerde op 23 maart 2019 in het Italiaans voetbalelftal, tijdens een met 2–0 gewonnen kwalificatiewedstrijd voor het EK 2020 thuis tegen Finland. Zijn eerste én tweede interlanddoelpunt volgden op 18 november 2019. Hij maakte toen zowel de 2–0 als de 3–0 in een met 9–1 gewonnen kwalificatiewedstrijd voor het EK 2020 thuis tegen Armenië.

## Erelijst
| Competitie                    |         |         |         |         |
| Competitie                    | Aantal  | Jaren   |         |         |
| AS Roma                       | AS Roma | AS Roma | AS Roma | AS Roma |
| ----------------------------- | ------- | ------- | ------- | ------- |
| UEFA Europa Conference League | 1x      | 2021/22 |         |         |
| Galatasaray                   |         |         |         |         |
| Süper Lig                     | 1x      | 2022/23 |         |         |

4 Jakobs ·
5 Aydın ·
6 Sánchez ·
7 Sallai ·
8 Sara ·
9 Icardi ·
10 Sané ·
11 Akgün ·	
17 Elmalı ·
18 Kutlu ·
19 Güvenç ·
21 Kutucu ·
22 Zaniolo ·
23 Ayhan ·
24 Jelert ·
25 Nelsson ·
26 Cuesta ·
27 Köhn ·
30 Demir ·
33 Gürpüz ·
34 Torreira ·
42 Bardakcı ·
45 Osimhen ·
50  J. Yılmaz ·
53 B. Yılmaz ·
81 Bülbül ·
83 Akman ·
88 Karataş ·
90 Baltacı ·
91 Ünyay ·
99 Lemina ·
Coach: Buruk